# Pomme
Claire Isabelle Geo Pommet (Décines-Charpieu, 2 de agosto de 1996), mais conhecida como Pomme, é uma cantora-compositora francesa.
Em 2020, seu álbum "Les Failles" é designado como a revelação do ano na 35.ª Cerimônia das Vitórias da Música. Ela ganha na mesma competição como artista feminina do ano na 36.ª edição.

## Discografia
- "Ma meilleure ennemie" (2024)